# Lastcykel

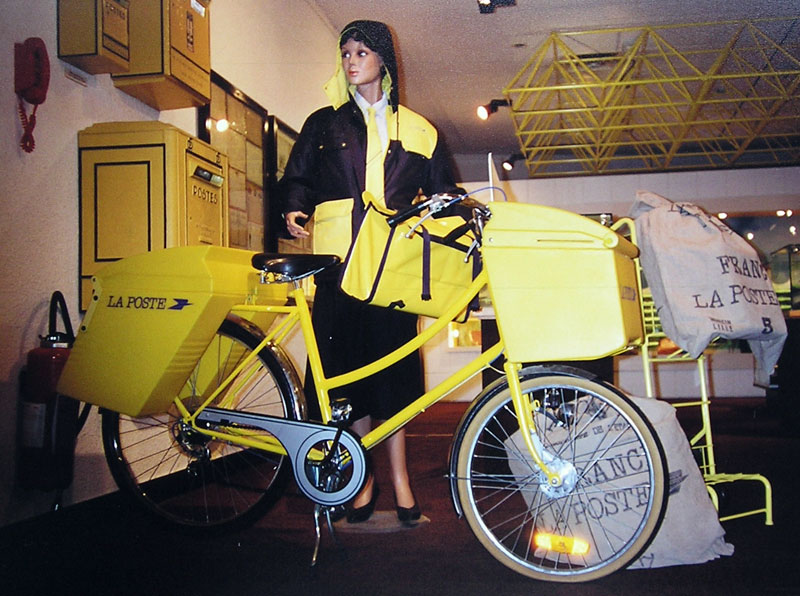
Tvåhjulig paketcykel

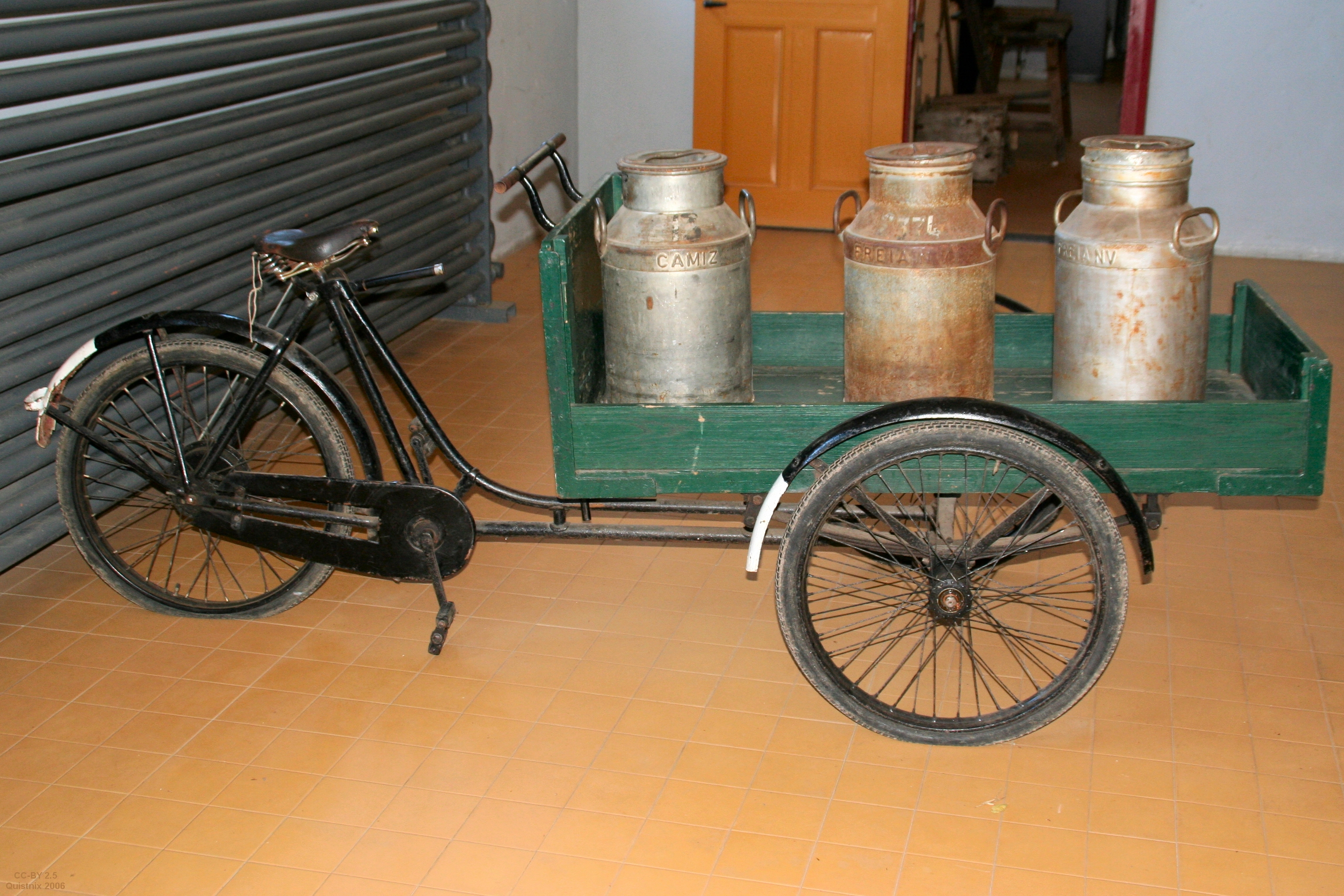
Trehjulig lastcykel

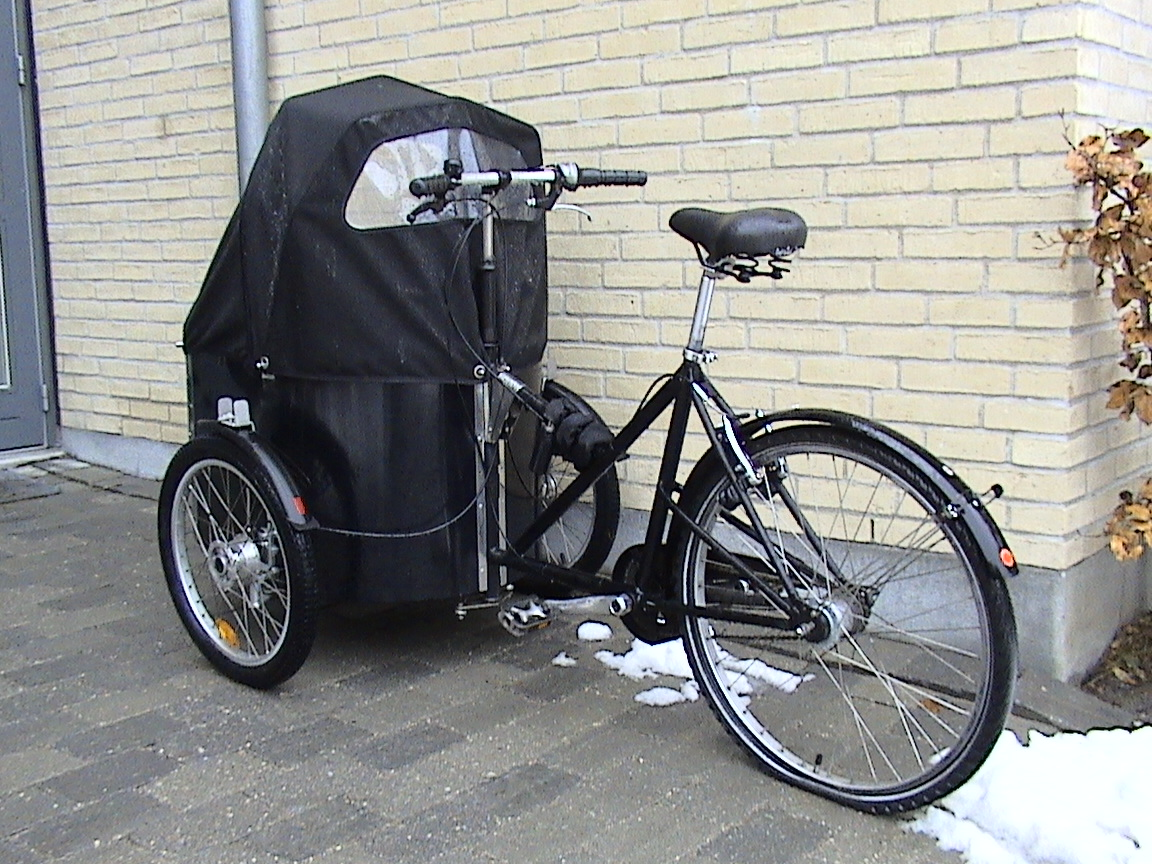
Niholacykel för transport av barn

Med lastcykel (även flakcykel, lådcykel, paketcykel, transportcykel) avses en större två- eller trehjulig cykel avsedd för transport av gods och barn genom en annan person. Cyklar som används av en person för transport av andra vuxna kallas i gengäld för cykeltaxi eller riksha. Lastcyklar har, i andra utföranden och under andra namn, använts av cykelbud och hamnarbetare sedan början av 1900-talet. 
Från att tidigare ha varit standardprodukter hos flertalet cykelleverantörer återstår idag endast få producenter i Europa. Lastcyklar är särskilt vanliga i bland annat Köpenhamn och Amsterdam.
På 2000-talet inledde ekologiskt sinnade designers och småskaliga tillverkare ett återupplivande av lastcykeltillverkningssektorn.

## Typer av lastcyklar
Både två- och trehjuliga lastcyklar förekommer. Tvåhjuliga lastcyklar har i allmänhet ett framhjul som är mindre än bakhjulet och en låda eller lastyta som är placerad mellan framhjul och styre. Trehjuliga lastcyklar har oftast två hjul fram och ett bak. Framhjulen är placerade på varsin sida om lådan och styrningen sker antingen genom att hela lådan vrids i förhållande till resten av cykeln eller genom att framhjulen vrids i förhållande till lådan. Vissa modeller har istället bakhjulsstyrning  kombinerat med drivning på framhjulen.

## Lista över lastcykeltillverkare[2]
| Tillverkare         | Bild | Antal hjul | Övrigt                                        |
| ------------------- | ---- | ---------- | --------------------------------------------- |
| 8freight            |      | 2          |                                               |
| Babboe              |      | 2 / 3      |                                               |
| Bakfiets.nl         |      | 2 / 3      |                                               |
| Bellabike           |      | 3          | Bakhjulsstyrning                              |
| Biba                |      | 2          |                                               |
| Bicicapace          |      | 2          |                                               |
| Butchers & bicycles |      | 3          | Lutande                                       |
| Cargobike           |      | 2 / 3      |                                               |
| Christianiabike     |      | 2 / 3      |                                               |
| Cykelfabriken       |      | 2 / 3      | Standard styrning                             |
| Cykelsalgsvogn      |      | 3          |                                               |
| Dolly               |      | 2          |                                               |
| El Ciclo            |      | 2          |                                               |
| Elian Cycles        |      | 2          |                                               |
| Hase Bikes          |      | 2          |                                               |
| Helkama             |      | 3          |                                               |
| Kemper              |      | 2          |                                               |
| Larry vs Harry      |      | 2          | I standardutförande endast lastflak utan låda |
| Livelo              |      | 3          | Lanseras våren 2015                           |
| Monark              |      | 2/3        |                                               |
| MSC                 |      | 2          |                                               |
| Nihola              |      | 3          |                                               |
| Omnium              |      | 2          |                                               |
| Radkutsche          |      | 2          |                                               |
| Riese & muller      |      | 2          |                                               |
| Sunstorm T2         |      | 3          |                                               |
| Roam special bikes  |      | 3          | Avsedda för transport av rullstolar           |
| Seaside Bike        |      | 3          |                                               |
| Sherwood bikes      |      | 2          |                                               |
| Sorte jernhest      |      | 2          | Bakhjulsstyrning                              |
| Triobike            |      | 3          |                                               |
| Urban arrow         |      | 2          |                                               |
| Veleon              |      | 3          | Lutande                                       |
| Winther             |      | 2 / 3      |                                               |
| Wulfhorst           |      | 3          |                                               |
| XYZ Cargo           |      | 2 / 3      |                                               |